# Nooit meer drinken (album)
Nooit meer drinken is een album van de Belgische artiest Raymond van het Groenewoud. 
Het is het derde album van de artiest en verscheen in 1977. Het album betekende zijn grote doorbraak in België. Singles waren Meisjes en Crazy Pub. De hoes werd ontworpen door Kamagurka.

## Tracklist
1. "Meisjes" (singleversie)
2. "Bij elkaar"
3. "Crazy Pub"
4. "Feest"
5. "Winterochtend"
6. "White Lady"
7. "Italianen"
8. "Zjoske schone meid"
9. "Nooit meer drinken"
10. "Danielle"

## Meewerkende artiesten
- Producer: 
  - Jean Blaute
- Muzikanten:
  - André Heyvaerts (baritonsaxofoon)
  - Berrie Jacobs (mandoline)
  - Chris Joris (percussie)
  - Jean Blaute (accordeon, elektronisch orgel, zang)
  - Jean-Pierre Onraedt (drums)
  - Kevin Mulligan (akoestische gitaar, elektrische gitaar)
  - Lucia Van Velthoven (mandoline)
  - Mich Verbelen (basgitaar, zang)
  - Mike Butcher (clavinet)
  - Patricia Maessen (achtergrondzang)
  - Pol Delannoit (trombone)
  - Raymond van het Groenewoud (elektrische gitaar, elektronisch orgel, folkgitaar, piano, zang)
  - Richard Rousselet (trompet)
  - Stoy Stoffelen (drums)
  - Willy Vande Walle (saxofoon)